# Aulus Septimius Serenus
Aulus Septimius Serenus est un poète latin du IIe siècle.

## Biographie
À l'exception de deux mentions de Sidoine Apollinaire et d'un passage de saint Jérôme, il ne nous est connu que par des grammairiens. Né à Leptis Magna, il vient de bonne heure à Rome. Avec Annianus et Alfius Avitus, il fait partie du groupe de poètes que Terentianus nomme Poetae novelli.

## Œuvres
Il aurait écrit, apparemment, principalement sur des thèmes pastoraux, comme dans ses Opuscula ruralia dont il nous reste des fragments relativement nombreux. 
On a aussi une autre œuvre nommée Falisca qui décrit une ferme qu'il possédait en pays falisque, ce qui lui a valu le surnom de Poeta Faliscus. La métrique y est de sa propre invention et est composée de trois dactyles et d'un pyrrhique : elle a été nommée Metrum Faliscum par Servius et Victorinus[Lequel ?].
Wernsdorf[Lequel ?] lui a attribué les poèmes Moretum et Copa généralement donnés à Virgile.

## Source
- William Smith, Dictionary of Greek and Roman Biography and Mythology, 1870.